# 孔多爾山
15°24′56″S 72°3′49″W / 15.41556°S 72.06361°W
孔多爾山（Condor），是秘魯的山峰，位於該國南部阿雷基帕大區的卡伊尤馬省，處於卡馬納河以北，屬於安第斯山脈的一部分，海拔高度約5,200米。